# Osman Batur
Pour les articles homonymes, voir Batur (homonymie).
Osman Batur (Osman Batir ou Ospan Batyr, kazakh : وسپان باتىر ; chinois : 欧斯曼·巴图尔 ; pinyin : Ōusīmàn Bātúěr), né en 1899 dans le Xinjiang et mort exécuté le 29 avril 1951 à Ürümqi, est un héros de la résistance kazakhe, connu notamment pour ses combats au nord du Xinjiang, pour un état indépendant de la République de Chine (1912-1949), alliant Kazakhs, Ouïghours et Mongols et soutenus par l'Union soviétique.
En 1947, Osman Batur et ses Kazakhs font sécession dans une partie Nord de la province chinoise du Xinjiang et créent la Seconde République du Turkestan oriental (1944-1949), un territoire satellite de l'Union soviétique.
Capturé par l'Armée populaire de libération, affiliée au parti communiste chinois dans le sud cette région turcophone[Laquelle ?], il est condamné à mort et exécuté à Ürümqi le 29 avril 1951. Après sa mort, beaucoup de ses partisans se sont enfuis dans les montagnes de l'Himalaya, avant d'être transportés par avion vers la Turquie, où ils vivent désormais.

## Sources
- Godfrey Lias, Kazak Exodus, London: Evan Brothers Limited (1956)
- Halife Altay, Anayurttan Anadoluʹya, Ankara: Kültür Bakanlığı (1981). (Turkish)
- Halife Altay, Kazak Türklerine aid şecere, Istanbul (1997) (Turkish)
- Gülçin Çandarlıoğlu, Özgürlük Yolu, Nurgocay Batur'un Anılarıyla Osman Batur, Istanbul: Doğu Kütüphanesi, 2006. (Turkish)
- Zordun Sabir, Anayurt, Almaty: Nash Mir (2006) (Uyghur)
- Hızır Bek Gayretullah, Osman Batur,  (Turkish)
- Hızır Bek Gayretullah, Altaylarda Kanlı Günler, 1977 (Turkish)